# Manlio Longon
Manlio Longon (Padova, 1º gennaio 1911 – Bolzano, 1º gennaio 1945) è stato un partigiano e dirigente d'azienda italiano.

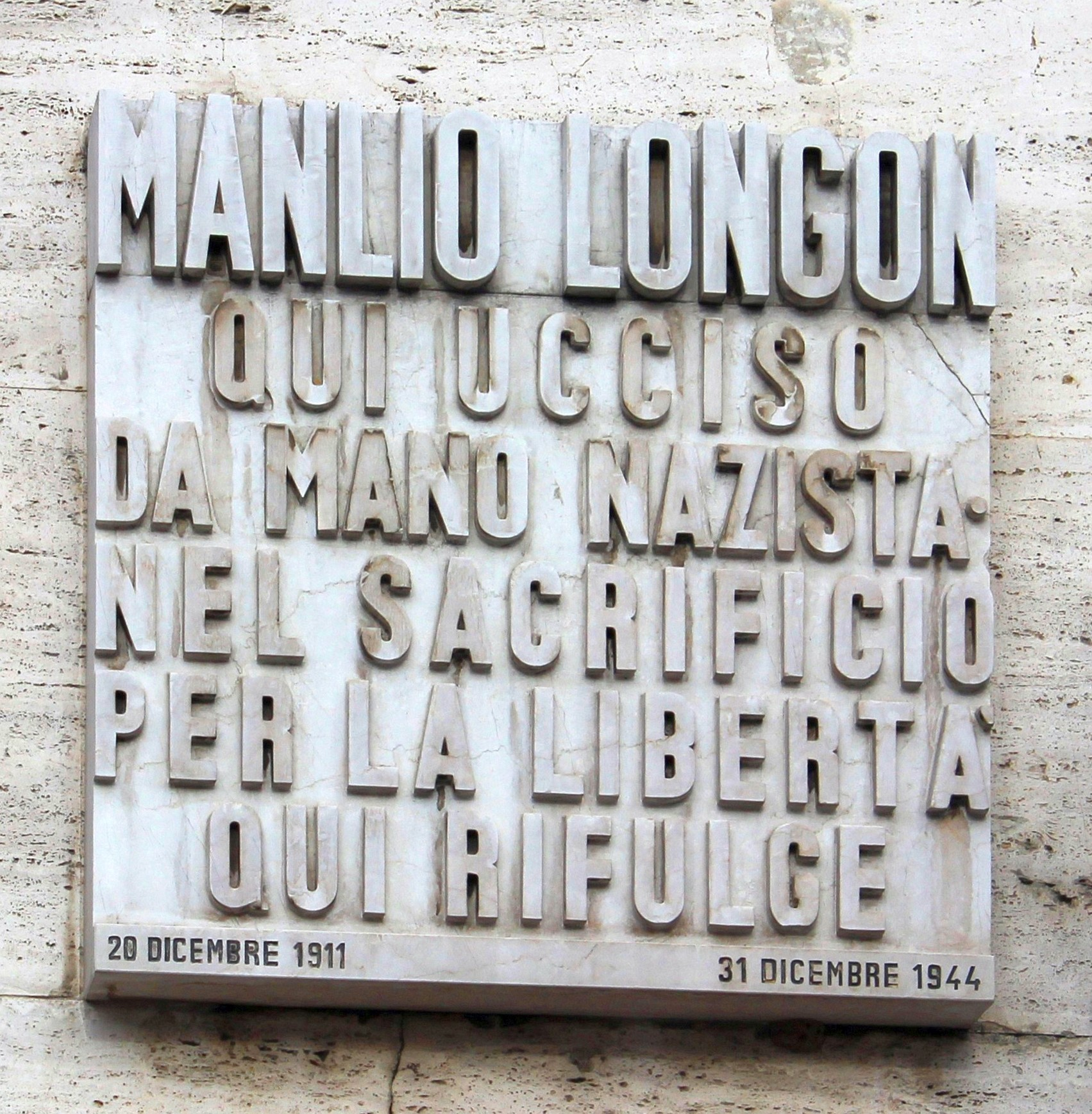
Lapide commemorativa per Manlio Longon

Dopo la laurea in economia e commercio all'Università degli studi "Ca' Foscari" di Venezia, fu assunto dalla Magnesio di Bolzano. L'impresa era considerata di interesse bellico, e pertanto Longon fu esonerato dal servizio militare durante la seconda guerra mondiale.
Dopo l'8 settembre 1943 fu tra i promotori della resistenza e fu presto messo a capo del CLN di Bolzano.
L'attività del CLN Zona Bolzano fu caratterizzata dall'essere la provincia parte della Zona d'Operazione delle Prealpi, e quindi di fatto annessa alla Germania. Molto attivo fu nell'assistenza agli internati nel Lager di Bolzano.
A metà del dicembre 1944 Longon cadde nelle mani della Gestapo. Fu impiccato nella sua cella il 1º gennaio 1945, dopo giorni di torture.

## Premi e riconoscimenti
Dopo il termine della guerra gli fu assegnata la medaglia d'argento al valor militare, mentre fu il presidente della repubblica Giuseppe Saragat a volergli assegnare la medaglia d'oro al valor militare il 19 luglio 1971.
La città di Bolzano gli ha dedicato una via ed una scuola elementare nel quartiere di Gries-San Quirino.